# Palazzo Stampa di Soncino
Il palazzo Stampa di Soncino è un palazzo nobiliare di Milano, sito nel centro storico della città in via Soncino 2.

## Storia e caratteristiche
Il palazzo trae la sua origine da una serie di strutture medievali, progressivamente acquistate dalla famiglia Stampa alla fine del Quattrocento. L'origine medievale di alcune parti del complesso è ancora evidente; nel vicolo Santa Maria Valle infatti è possibile constatare come l'angolo sud-orientale del palazzo, corrispondente al civico 6, si elevi di diversi metri al di sopra delle strutture adiacenti: tale parte del palazzo infatti ingloba i resti di una casa torre medievale. Tale nucleo subì una radicale riorganizzazione e razionalizzazione nella prima metà del Cinquecento ad opera di Cristoforo Lombardo detto il Lombardino, su impulso di Massimiliano Stampa. Quest'ultimo, uno tra i più significativi esponenti del partito filo-imperiale a Milano, intese edificare una dimora volta ad esaltare il prestigio familiare e la fedeltà all'imperatore Carlo V d'Asburgo. Palazzo Stampa si affacciava sulla corsia di San Giorgio. Questa strada fu tra quelle percorse dal corteo imperiale in occasione dell'entrata in Milano di Carlo V nel 1541, parte della direttrice che da San Lorenzo conduceva al Duomo.
Il Lombardo concepì una struttura caratterizzata dalla presenza di un cortile d'onore aperto sul lato occidentale del fabbricato principale. Tale fabbricato era inoltre caratterizzato dalla presenza di una torre monumentale, recante sulla sua sommità una serie di elementi che sintetizzano il blasone personale di Carlo V, caratterizzato dalle colonne d'Ercole, attraversate da un cartiglio con il motto "Plus ultra", che sostengono un globo sul quale è posta l'aquila bicipite. Più in basso rispetto a tali elementi iconografici, sulla terrazza della torre, troviamo delle pigne in marmo. La torre presenta inoltre sul lato frontale che si affaccia su via Soncino l'arma degli Stampa, con l'aquila e il mastio merlato. Frontalmente rispetto all'edificio si apriva un ampio giardino; l'aspetto attuale dell'edificio è il prodotto dei successivi smembramenti ottocenteschi nonché dell'apertura della via Soncino (risalente al 1878-80), che ridusse considerevolmente l'estensione di tale giardino (nel quale nel XVI secolo era stata eretta una esedra a due piani, i cui resti sono ancora visibili nel cortile al n. 3 di via Soncino). L'attuale facciata del palazzo risale al XIX secolo ed è opera di Luigi Franchi. La torre del palazzo venne quasi sicuramente completata nel 1548, in concomitanza con l'entrata trionfale a Milano del principe Filippo d'Asburgo, che si snodò lungo il medesimo percorso seguito da Carlo V.
La torre di palazzo Stampa di Soncino viene descritta da Serviliano Latuada nella sua Descrizione di Milano ornata con molti disegni in rame delle fabbriche più cospicue che si trovano in questa metropoli. Essa compare anche nelle incisioni su rame di Antoine du Pérac Lafréry (contenute nel suo "Pianta prospettica di Milano" del 1573); nelle incisioni contenute nell'opera di Marco Antonio Barateri "La Gran Città di Milano" del 1629; nelle incisioni su rame di Giovanni Francesco Lampugnani (in Veduta prospettica di Milano del 1640). Giorgio Vasari delinea inoltre tale struttura nell'affresco, risalente al 1560 a realizzato in collaborazione con Giovanni Stradano, Assedio e presa di Milano presente nella sala di Leone X di palazzo Vecchio a Firenze.
Alla morte, avvenuta il 27 Maggio 1876, di Massimiliano IX Giovanni Stampa, XIII marchese di Soncino, il palazzo passa alla nipote Luisa Negroni Prati Morosini, coniugata con Gian Alfonso Casati (1854–1890). Il figlio della coppia, Camillo (1877-1946), avrebbe ottenuto nel 1892 il titolo di marchese e l'autorizzazione ad aggiungere al proprio il cognome Stampa di Soncino. 
Il palazzo è sotto vincolo della Soprintendenza dal 21 aprile 1911 (Decreto 21 aprile 1911, legge 20-6-1909).
Nell'edificio è ospitata la sede principale della casa editrice Skira, in corrispondenza del civico 61 di via Torino.

## Galleria d'immagini

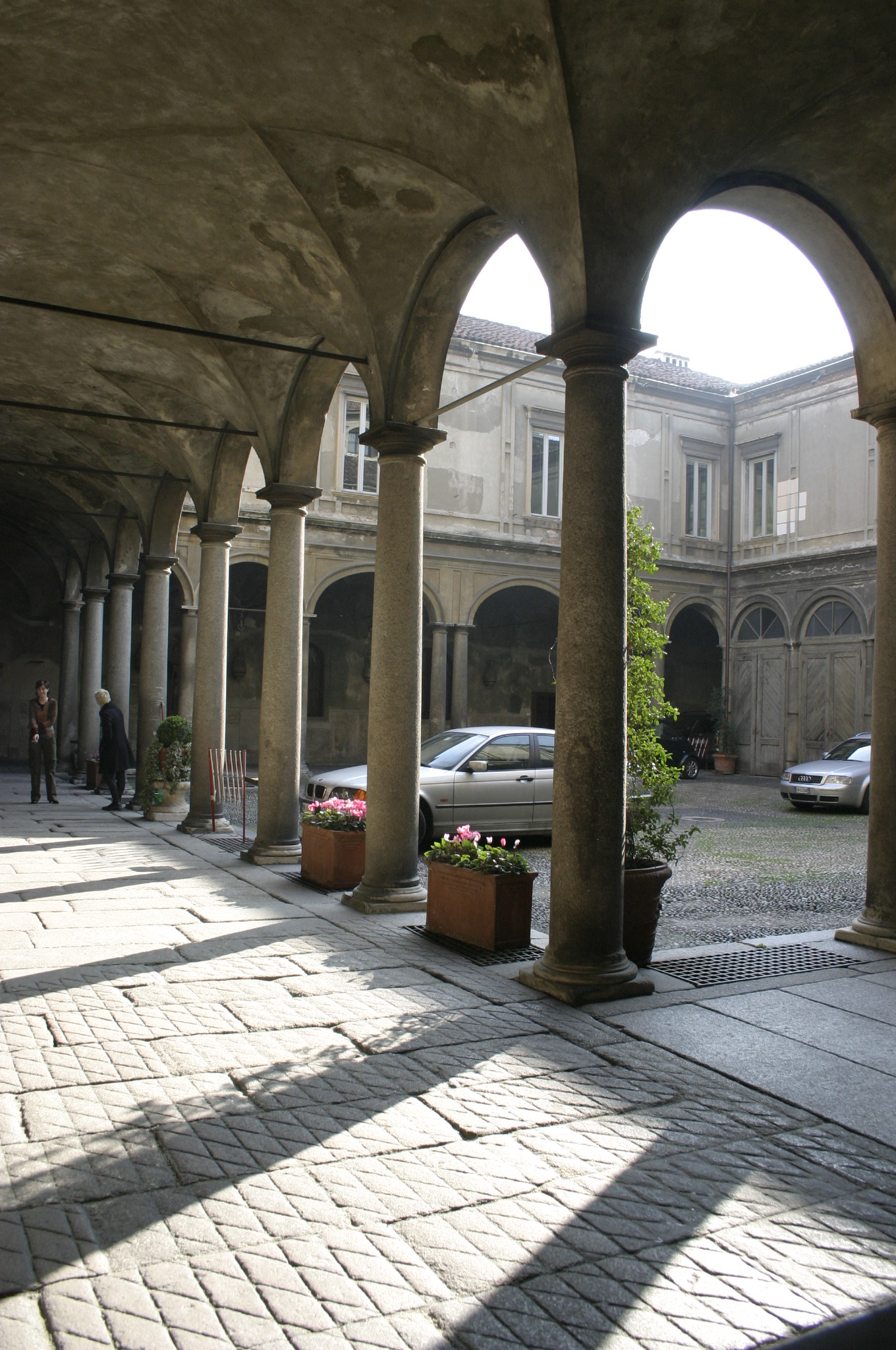
Vista del primo cortile
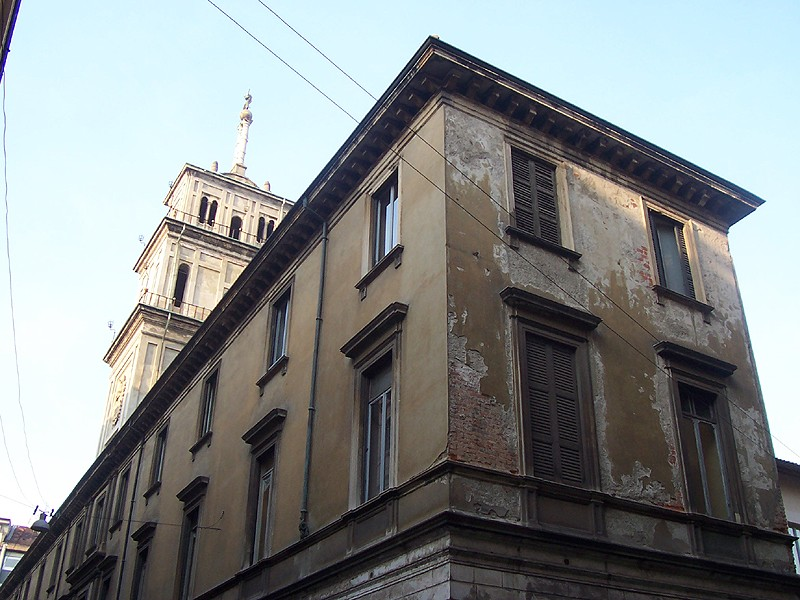
L'edificio visto all'angolo tra via Soncino e vicolo Santa Maria Valle
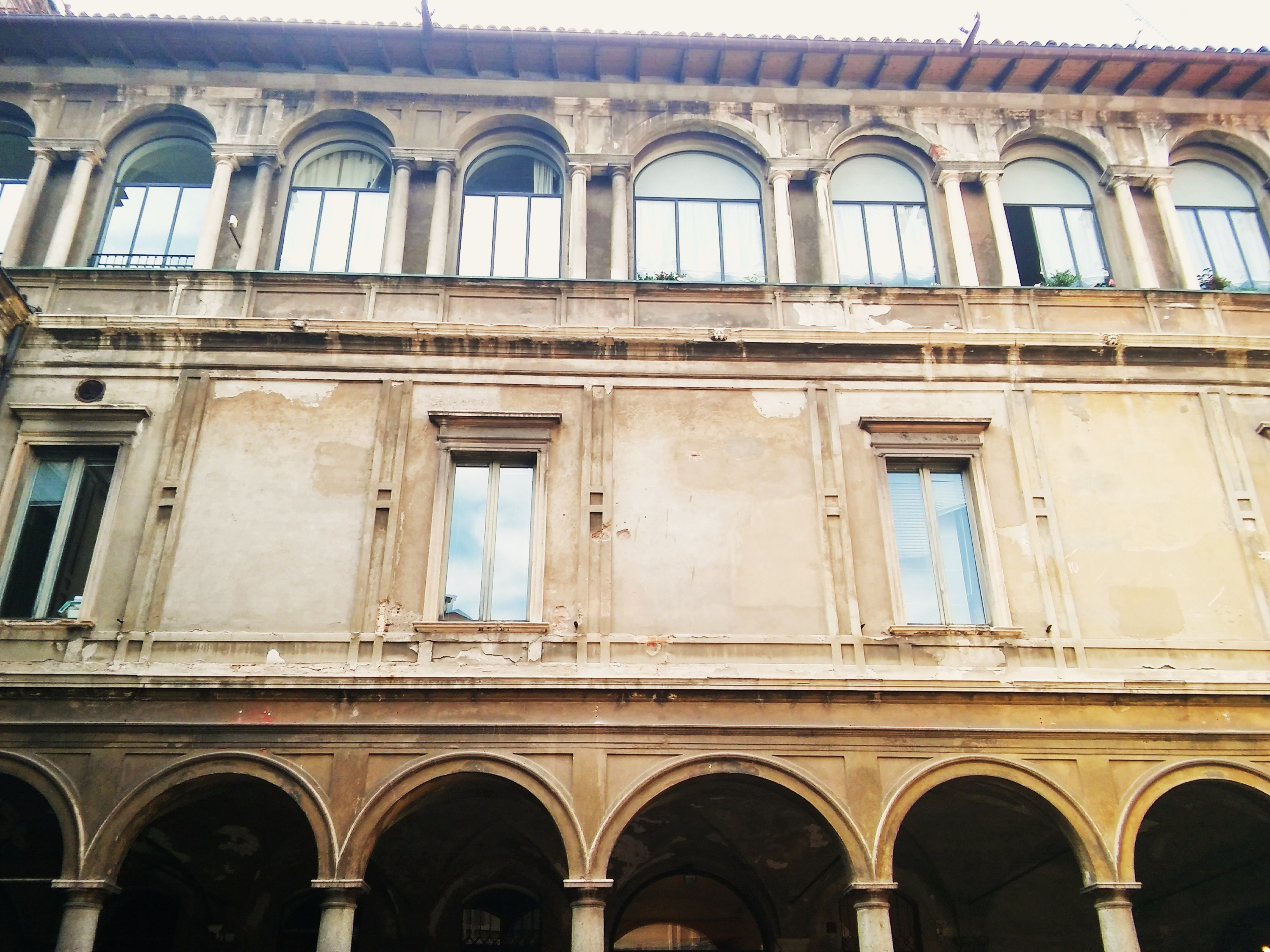
Dettaglio dei piani superiori con loggiato dal primo cortile interno